# COX
COX（コックス）はアメリカ合衆国の模型、玩具ブランド。1954年にコックス（Cox）社としてカリフォルニア州で創業され、1996年にコロラド州ペンローズにあるエステス インダストリーズに買収された。さらにエステス社が2010年にホビコ（Hobbico）に買収され、現在は傘下ブランドとして残っている。小型模型エンジンの分野では知名度が高く歴史がある。

## 歴史
1945年に機械工であるロイ・コックスは、カリフォルニア州プラセンティアで「L.M.コックス製造社（The L. M. Cox Manufacturing Co, Inc.）」を創業。コックスは父の自転車屋やその周辺で育ち、機械や部品への興味を持つようになった。創業当初は木製コルク銃の玩具を車庫で生産していた。素材に木を選んだ理由は戦時中で金属が不足していたためだった。
第二次世界大戦後、1947年に金属の不足が解消されると、ダイキャスト製のクルマの玩具を製造するようになる。この商品はダイキャスト製のウィップカー(テザーカー)と呼ばれ、ヒモで結ばれていてその周りを円を描く様に走る自動車だった。ニトロとガソリンを燃料とするテザーカーは0.6立方インチ（9.83cm3）の排気量のエンジンを搭載し、時速160キロの速度で走り、たちまち人気が出た。
コックスは戦後はUコン機向けの小型内燃機関の生産で成長し、1963年にはカリフォルニア州サンタアナに8万平方フィートの工場を建設した。数年のうちに3回拡張して22.5万平方フィートになり、スロットカー、モデルロケット、HOゲージの鉄道模型やチェーンソー用の1馬力のガソリンエンジンを生産した。特に高性能の超小型グローエンジン、TeeDee 01、02、PeeWee 02は同社の独壇場であり、049、051を含めて、フリーフライト機、C/L（Ｕコン）機、ラジコン機に搭載された。
ロイ・コックスは1969年に引退し、会社をホビー分野の複合企業体であるレジャー・ダイナミクス（Leisure Dynamics）社に売却した。凧と携帯無線機とヨーヨーが製造品目に追加された。1976年、エアトロニクスと提携して成長しつつあったラジコンに参入した。1983年までにレジャー・ダイナミクス社が経営難に陥り、049の設計者ウィリアム・セルツァーが地元の実業家と組みコックスを買い戻し経営する。新親会社エアロミル・エンジニアリング（Aeromil Engineering Company）はコックスの社名をコックス・ホビーズ（Cox Hobbies, Incorporated）社に変更した。
1996年、モデルロケットメーカーのエステス インダストリーズの傘下に入り、業務をコロラド州ペンローズに移す。この際、この分社名をコックス・モデルズ（Cox Models）に変更。2009年にエステスはコックス・モデルズの全ての旧製品在庫をアメリカ・カナダの個人客・企業に売却、その内の一企業が「Cox International」というウェブサイトを立ち上げ、在庫をネット販売している。
さらにエステスが2010年にイリノイ州のホビコ（Hobbico）に買収され、現在は傘下ブランドとして残っている。ホビコはラジコン機を含む過去のコックスモデルズの正式な「コックス」ブランド及び商品ラインナップの継承者だが、「Cox International」も現在、過去のラジコン機エンジンを復刻販売したり、パーツ等の販売を行なっている。